# Schwanner Warte
Die Schwanner Warte ist ein Aussichtsturm des Schwarzwaldvereins oberhalb des Ortsteiles Schwann der Gemeinde Straubenhardt im baden-württembergischen Enzkreis.

## Lage
Der als Warte bezeichnete Turm steht auf 475 m ü. NHN Höhe am Rande des nördlichen Schwarzwaldes, am Westweg Pforzheim–Basel, etwa einen halben Kilometer südlich des Ortes Straubenhardt. Unmittelbar westlich des Turms verläuft die Landesstraße 339 Richtung Dobel.

## Turm
Eine erste Turmkonstruktion wurde 1885 errichtet, nachdem in direkter Nähe schon 1871 eine Friedenslinde gepflanzt wurde, welche an das Ende des Deutsch-Französischen Krieges erinnerte. Die Schwanner Warte war in der gewählten Bauart der erste Aussichtsturm im Nordschwarzwald. Die Turmkonstruktion drohte aber alsbald einzustürzen und wurde 1918 gesperrt.
Eine zweite Warte wurde 1926 erbaut. Trotz ihres massiven Unterbaus überstand sie den Zweiten Weltkrieg nicht.
Die heutige knapp 13 m hohe Schwanner Warte wurde schließlich 1953 errichtet. Sie ist eine geschlossene Holzkonstruktion auf quadratischem Grundriss, beherbergt vier Ebenen und ist durch ein flaches Pyramidendach gedeckt. An der Nordwestseite befindet sich ebenerdig eine überdachte Eingangstür. Die Aussichtsplattform liegt auf 8,5 m Höhe in der vierten Ebene und ist nur über eine rückwärtig außen am Turm angebrachte, stählerne Wendeltreppe mit 42 Stufen erreichbar.

## Umgebung und Aussicht
Das Erholungs- und Freizeitangebot an der Schwanner Warte – dargestellt auf einer Informationstafel des Naturparks Schwarzwald Mitte/Nord auf dem Parkplatz – umfasst Gastronomie, Wandermöglichkeiten, einen Segelflugplatz und den Aussichtsturm. Von der Plattform des Turms eröffnet sich ein Blick über den Nordwesten der Schwarzwald-Randplatten, in die Oberrheinische Tiefebene, zum Pfälzerwald und einem Teil der Nordvogesen sowie zum Kraichgau und Odenwald. Bei guter Fernsicht können Einzelheiten in weiter Entfernung wie der Dom zu Speyer entdeckt werden. Die Schwanner Warte ist mit der VPE-Buslinie 716 (Pforzheim – Bad Herrenalb) zu erreichen.

Blick von der Aussichtsplattform der Schwanner Warte Richtung Nordwesten